# Villa Schlikker (Schüttorf)

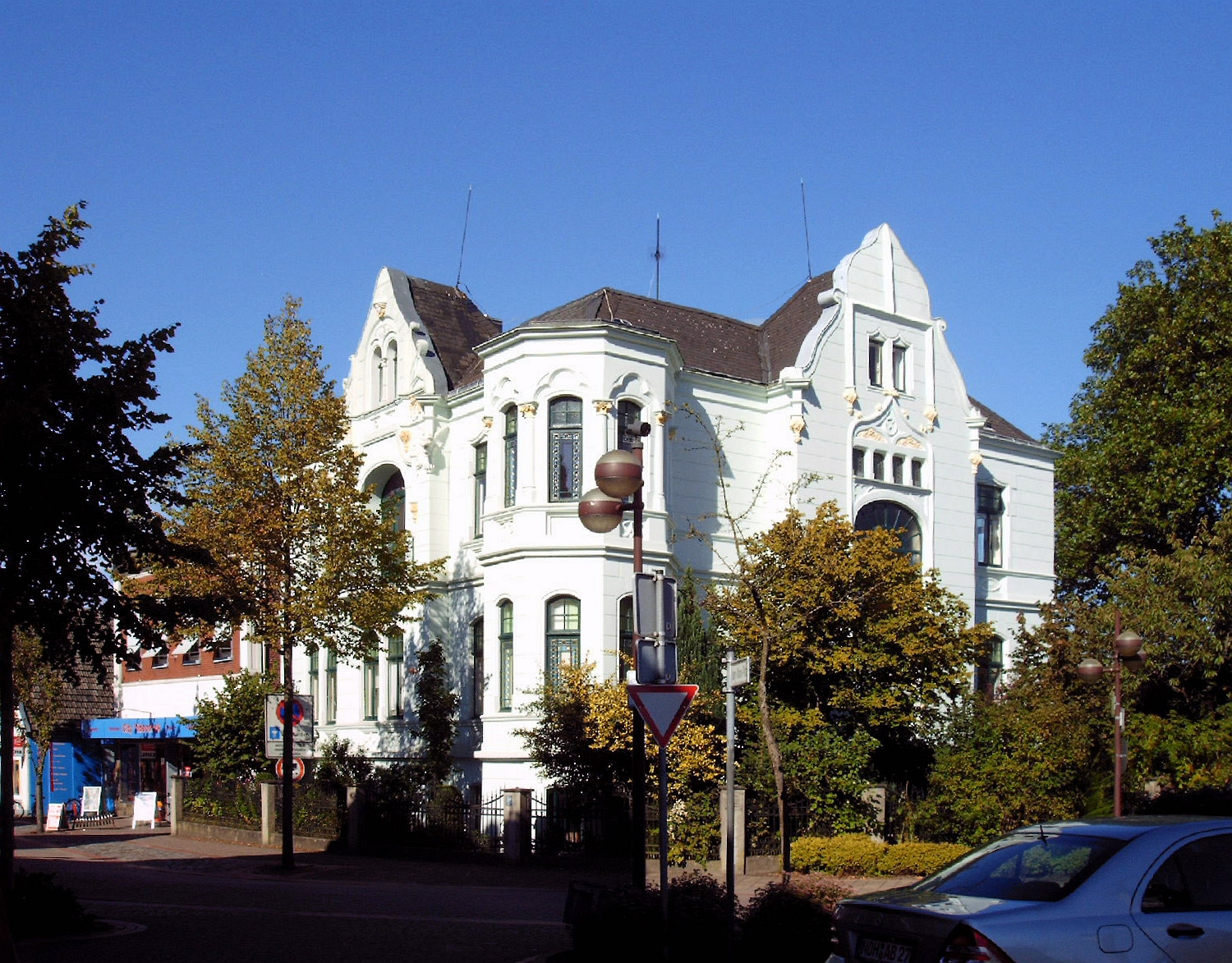
Villa Schlikker

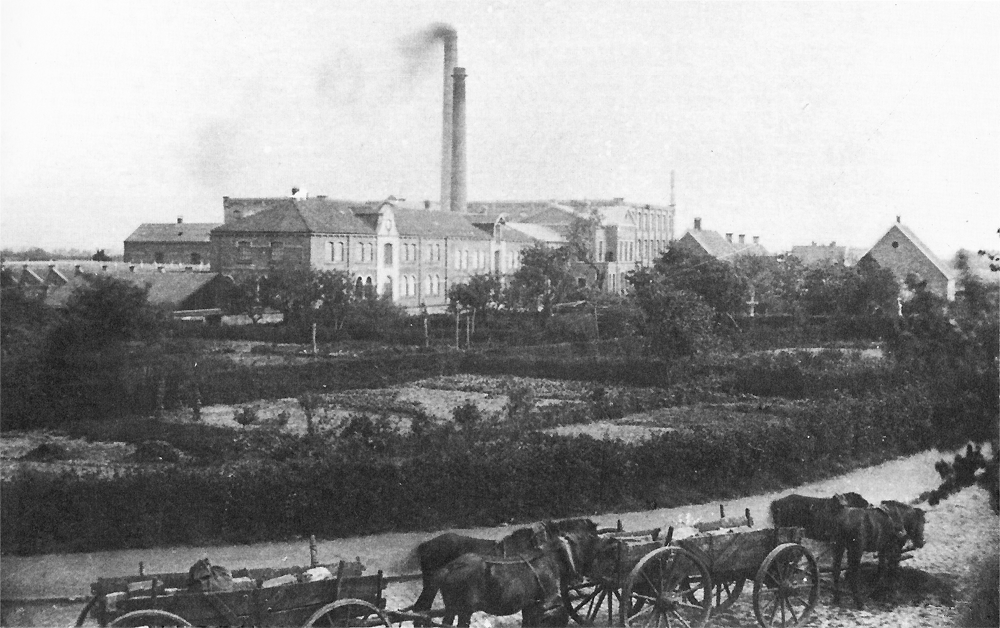
Schlikker & Söhne um 1890

Die Villa Schlikker in der Steinstraße 29 in Schüttorf ist ein denkmalgeschütztes Gebäude aus dem Jahr 1903. Sie wurde als Hochzeitsgeschenk für ein wohlhabendes junges Ehepaar errichtet.

## Geschichte
Der Textilfabrikant Herman ten Wolde schenkte die Villa seiner Tochter Ida und seinem Schwiegersohn Ludwig Schlikker zur Hochzeit. Mit dieser Eheschließung wurden Bande zwischen zwei Familien geknüpft, die ihren Wohlstand in der Textilbranche erworben hatten: Schlikker & Söhne, eine OHG, war seit 1868 in Schüttorf ansässig. Inhaber und zeichnungsberechtigt waren damals Gerhardus (Gerhard) Schlikker sowie dessen Söhne Hermann und Edo Floris. Bevor diese OHG ins Leben trat, hatte Gerhard Schlikker ein Manufakturwarenhandelsgeschäft in Schüttorf betrieben und mit Leinen und Halbleinen gehandelt, das er zunächst in Heimarbeit herstellen ließ. Später hatte er dann mit der fabrikmäßigen Produktion dieser Stoffe begonnen. Dass er sich auf Leinen spezialisiert und nicht auf Baumwolle umgestellt hatte, kam ihm und der gesamten Familie Schlikker zur Zeit des Sezessionskrieges in Amerika zugute. Zur Zeit des Villenbaus wurde die Spinnerei Schlikker & Söhne in Schüttorf als GmbH geführt und es gab zahlreiche weitere Unternehmen in Schüttorf und Umgebung, an denen die Familie Schlikker beteiligt war.
Ludwig Schlikker, der junge Bräutigam, war aber nicht im Textilwesen tätig. Er wurde als Sohn Wilhelm Schlikkers oder Georg Wilhelm Schlikkers und damit als Enkel Gerhard Schlikkers am 11. Juli 1872 in Schüttorf geboren, besuchte das Gymnasium in Lingen und studierte Medizin. Seine Dissertation aus dem Jahr 1899, die einen biographischen Abriss enthält, trägt den Titel Ein Fall von Magengeschwür mit tödlichem Ausgang.
Ludwig Schlikkers Schwiegervater Herman ten Wolde betrieb bis 1902 die Spinnerei H. ten Wolde & Co. in Schüttorf. Sie lief danach vorerst noch unter ihrem alten Namen weiter, ten Wolde allerdings betätigte sich fortan im Bank- und Immobiliengeschäft. Er war offenbar ebenfalls sehr wohlhabend: Im Jahr 1903 verschenkte er nicht nur die Villa, sondern kaufte auch die Burg Altena und ließ die Ruinen des Süd- und Ostflügels sprengen und den Nord- und Westflügel renovieren und zu Wohnzwecken umbauen.
Nachdem die Villa zunächst von dem Ehepaar Ida und Ludwig Schlikker bewohnt worden war, wurde sie später vom Tierarzt Dr. Wilhelm Schlikker genutzt. Die Besitzerin Elisabeth Schlikker erhielt 1996 den Denkmalspreis der Landesbausparkasse für die originalnahe Erhaltung der Villa. Die Jury befand, die Villa Schlikker sei „eines der schönsten Gebäude in der Grafschaft Bentheim“ und von großer städtebaulicher Bedeutung.

## Beschreibung
Vor allem das Innere der Villa Schlikker ist vom Jugendstil geprägt. Der zweigeschossige Bau ist mit Stuckornamenten geschmückt und mit Buntglasfenstern ausgestattet. Auch Vertäfelungen, Türen und Beschläge sowie die fast vollständig im Original erhaltene Möblierung gehören dem Jugendstil an.
Von Anfang an war das Gebäude mit einer Zentralheizung ausgestattet, die mit Koks betrieben wurde. Ferner wurde schon beim Bau an eine Notstromversorgung gedacht und daher im Keller eine Akkumulatorenbatterie untergebracht, die zum Einsatz kommen sollte, falls das Elektrizitätswerk ausfiele.